# Julio Gaviria
Julio Gaviria Zapata (Medellín, Antioquia, Colombia; 8 de abril de 1923-ibídem; 8 de octubre de 1983), fue un exfutbolista colombiano conocido como el Chonto, que se desempeñó como arquero y jugó en el Deportivo Independiente Medellín, Once Deportivo de Manizales, Independiente Santa Fe, Atlético Bucaramanga, y en el Atlético Nacional. Además, fue convocado a la Selección Colombia, con la que jugó en los V Juegos Centroamericanos y del Caribe de Barranquilla en 1946, donde fue fundamental para que Colombia consiguiera la medalla de oro. El antioqueño es considerado como la primera gran figura de Independiente Santa Fe, club con el que fue campeón del primer campeonato en la historia del Fútbol Profesional Colombiano en el año 1948, y del cual es considerado uno de los mejores jugadores e ídolos históricos.

## Trayectoria

### Inicios
Julio Chonto Gaviria nació en la ciudad de Medellín, departamento de Antioquia, Colombia, en el año 1923; fue criado en el  barrio Las Palmas, y desde pequeño mostró su gusto y sus cualidades para el fútbol, deporte que empezó en el Deportivo Independiente Medellín, club del que pasó al Once Deportivo de Manizales, equipo con el que jugó un amistoso contra Independiente Santa Fe, equipo que por aquel entonces era uno de los destacados de la Asociación Deportiva de Bogotá. y que después del partido, quedó impresionado por su gran actuación; lo compró después de una reunión en el Café El Polo de Manizales entre los dirigentes de ambos equipos.

### Selección Colombia
Siendo un jugador aficionado, fue convocado a la Selección Colombia, con la que jugó en los V Juegos Centroamericanos y del Caribe de Barranquilla en 1946, y fue fundamental para que Colombia ganara la medalla de oro, logrando así el primer éxito de su carrera deportiva.

### Independiente Santa Fe
A principios del año 1948, dirigentes de varios equipos colombianos, entre ellos los de Santa Fe, fundaron la División Mayor del Fútbol Colombiano (Dimayor) y el Campeonato Colombiano se originó, y con esto empezó el Fútbol Profesional Colombiano. Para el primer campeonato colombiano, el arquero antioqueño fue contratado por Independiente Santa Fe, y desde su debut en el domingo 15 de agosto de aquel año, el Chonto fue titular, figura e ídolo del equipo cardenal, con el que tuvo grandes actuaciones, y al que llevó al título. Entre sus mejores partidos con el equipo albirrojo, destaca el primer Clásico bogotano en el fútbol profesional, donde fue una de las figuras del equipo, y donde gracias a su gran actuación salió de la cancha como los toreros triunfantes, en hombros. Cuándo tapó, el antioqueño demostró sus excelentes condiciones, ayudando al equipo bogotano a ganar varios partidos. Además, en ese mismo año, el arquero dejó un récord histórico. Durante el torneo, a Santa Fe le pitaron siete penales en su contra, de los cuales el Chonto atajó seis, equivalente a un 85.71% de efectividad, un récord que aún se mantiene vigente en el Fútbol Profesional Colombiano. De los 7 jugadores que le cobraron un penalti, el único que le pudo anotar fue Moisés Emilio Reuben, jugador del Deportivo Cali. El antioqueño le atajó a Lancaster de León del Junior de Barranquilla, Dimas Gómez del América de Cali, Abraham Resptrepo del Once Deportivo de Manizales, Carlos Arango del Deportes Caldas, Alcides Aguilera de Millonarios y Hernán Umaña del Universidad Nacional.  Era tal la importancia del antioqueño para el equipo bogotano que a Santa Fe se le conocía como Chontafe.  Luego de una gran campaña, a finales del año, Independiente Santa Fe se coronó como el primer campeón del Fútbol Profesional Colombiano, con Julio Chonto Gaviria como figura y líder del equipo, además de ser ídolo de la afición. El antioqueño quedó en la historia del equipo cardenal y del fútbol en Colombia junto a grandes jugadores como los argentinos Hermenegildo Germán Antón, Jesús María Lires López, y los colombianos José Kaor Dokú y Antonio Julio de la Hoz entre otros. La imagen y el carisma del arquero antioqueño era de tal importancia, que en una tarde en la que fue a ver una película al Teatro Municipal de Bogotá; el público se puso de pie para aplaudirlo y ovacionarlo. En aquella tarde recibió saludos, abrazos y firmó una cantidad de autógrafos; prueba de que era un verdadero ídolo para la gente. Al año siguiente, en 1949, a Santa Fe llegaron figuras internacionales como los argentinos Ángel Perucca, Héctor "Pibe" Rial, Mario Fernández, y Jorge Benegas, con las que el equipo cardenal quedó tercero, siendo el arquero una de sus máximas figuras. En 1950, disputó su último año con la camiseta del equipo cardenal, y jugó con grandes como el inglés Charles Mitten y el argentino René Pontoni. Al final de aquel año fue cuándo dejó al club después de haber sido campeón, figura, líder e ídolo de la hinchada; culminando así con la mejor etapa de su carrera como futbolista profesional.

### Atlético Nacional
Después de haber jugado en Independiente Santa Fe, equipo con el que fue campeón, figura, ídolo y se consolidó como uno de los mejores arqueros del Fútbol Profesional Colombiano, el antioqueño recaló en el Atlético Nacional, equipo de su ciudad natal, donde jugó durante el año 1951. Anecdóticamente, el día de su debut con el equipo verdolaga, fue contra Santa Fe, su exequipo, que le anotó 6 goles.

### Atlético Bucaramanga
Después de un año atajando en Atlético Nacional, en 1952, llegó al Atlético Bucaramanga, equipo donde jugó por un tiempo, y fue figura.

### Regreso al Atlético Nacional
Luego de haber sido el arquero del Atlético Bucaramanga, el Chonto regresó a su natal Medellín a principios del año 1953, y volvió a jugar en el Atlético Nacional. En el equipo paisa, fue un jugador destacado, y ayudó a que este consiguiera el primer título de su historia, cuándo fue campeón en el año 1954.

### Independiente Nacional de Medellín
En el año de 1958, el Deportivo Independiente Medellín, que venía de ser campeón en 1957 hizo público que no tenía con que mantener al equipo jugando el Campeonato Colombiano; misma situación que le ocurrió al Atlético Nacional, por lo que jugadores de ambos equipos se reunieron y formaron un equipo para mantener a la ciudad de Medellín con fútbol profesional, equipo que se llamó Independiente Nacional, que fue una fusión de ambos clubes y que logró una buena campaña. El arquero hizo parte de aquel histórico equipo, que ayudó al Atlético Nacional a ser reconocido como uno de los tres equipos que han jugado todas las temporadas del Fútbol Profesional Colombiano. Al final del año, ambos equipos se separaron y volvieron a competir por su cuenta, por lo que el Chonto fue nuevamente al Atlético Nacional.

### Retiro
Después de su paso por el Independiente Nacional, regresó al Atlético Nacional en 1959, año en el que se retiró después una gran y exitosa carrera en la que fue campeón, ídolo y figura con Independiente Santa Fe; además de campeón con Atlético Nacional y con la Selección Colombia.

### Carrera como entrenador
Aunque se retiró jugando para el Atlético Nacional en el año 1959, Chonto siguió vinculado a la institución; en la que estuvo trabajando como entrenador interino del equipo profesional en varias ocasiones, además de haber servido como el preparador físico. En el equipo antioqueño estuvo hasta finales de 1967, año en el que se retiró definitivamente del fútbol.

## Legado familiar
La gran carrera de Julio Chonto Gaviria, fue fuente de inspiración para la profesión de sus tres hijos; quienes también se dedicaron a jugar al fútbol. De sus tres hijos el más reconocido fue Julio Edgar Gaviria, también apodado Chonto, que se destacó en su posición de defensor entre las décadas de 1960 y 1970, tiempo en el que jugó en Atlético Nacional, Millonarios, Once Caldas, Deportivo Independiente Medellín y en el América de Cali; consiguiendo dos títulos de campeón del Fútbol Profesional Colombiano con Millonarios en 1972, y con el América de Cali en 1979; que también fue un jugador importante de la Selección Colombia. Sus otros dos hijos futbolistas fueron Vides Gaviria y Osnid Gaviria. Vides jugó en Independiente Santa Fe, club en el que debutó muy joven en el año 1968, y que también estuvo por varios años en el Deportivo Independiente Medellín y se retiró en el Club Deportivo Oro Negro; mientras que Osnid estuvo primero en Millonarios, y después en el Once Caldas.

## Clubes

### Como jugador
| Club                             | País     | Año              |
| Amateur                          | Amateur  | Amateur          |
| -------------------------------- | -------- | ---------------- |
| Deportivo Independiente Medellín | Colombia | 1940-1946        |
| Once Deportivo de Manizales      | Colombia | 1947             |
| Profesional                      |          |                  |
| Santa Fe                         | Colombia | 1948-1950        |
| Atlético Nacional                | Colombia | 1951             |
| Atlético Bucaramanga             | Colombia | 1952             |
| Independiente Nacional           | Colombia | 1958             |
| Atlético Nacional                | Colombia | 1953-1954 y 1959 |

Nota: En el año 1958 Julio Chonto Gaviria jugó en el Independiente Nacional, equipo que surgió para competir aquel año producto de una fusión del Deportivo Independiente Medellín y de Atlético Nacional, que jugó para mantener a la ciudad de 
Medellín con fútbol profesional.

## Convocatorias a selecciones
| Selección          | Torneo                                 | Año  |
| ------------------ | -------------------------------------- | ---- |
| Selección Colombia | V Juegos Centroamericanos y del Caribe | 1946 |

## Palmarés

### Campeonatos nacionales
| Título           | Club              | País     | Año  |
| ---------------- | ----------------- | -------- | ---- |
| Primera División | Santa Fe          | Colombia | 1948 |
| Primera División | Atlético Nacional | Colombia | 1954 |

### Campeonatos internacionales
| Título                                 | Selección | País sede | Año  |
| -------------------------------------- | --------- | --------- | ---- |
| V Juegos Centroamericanos y del Caribe | Colombia  | Colombia  | 1946 |